# Чанджоу
Чанджоу е град в провинция Дзянсу, Източен Китай. Административният метрополен район който включва и града е с население от 4 592 431 жители (2010 г.). Общата площ на административния метрополен район е 4385 кв. км, а само градската част е с площ от 1864 кв. км. Намира се в часова зона UTC+8. Телефонният му код е 519. МПС кодът е 苏D. Средната годишна температура е около 16 градуса.